# 阎长
阎长（?—?），9世纪统一新罗人物，武州（今光州廣域市）人，参与杀害张保皋。
838年（閔哀王元年，唐文宗开成三年）金陽、金祐徴和閔哀王争位。十二月，金陽爲平東將軍，與閻長、張弁、鄭年、駱金、張建榮、李順行統軍，至武州鐵冶縣。閔哀王派大監金敏周出軍迎戰，金陽派遣駱金、李順行，以馬軍三千突擊，殺傷殆盡。846年（文聖王八年，唐武宗会昌六年），张保皋怨文聖王不納自己的女儿，據淸海鎭准备反叛。閻長以勇壯聞名，上奏说自己不煩一卒，持空拳，以斬张保皋。閻長假装叛國，投淸海镇，说：“我和國君之间小怨，想要投明公来保全身家性命”。张保皋大怒：“你们劝諫国王而廢黜我的女儿。怎么还敢见我。”閻長说：“这是百官所諫，我没有参預。明公不要怀疑。”张保皋愛壯士，没有猜疑，引入廳内，待爲上客。问他：“卿为什么事來此。”閻長说：“得罪了国王，想要投奔你的幕下免于遭害。”张保皋于是和他把酒言欢。张保皋喝醉了，閻長奪取张保皋的長劍将他斬杀。麾下軍士驚懾全部伏地求饶。阎长回到京師金城。文聖王封他为阿干。

## 相关影视
- 《海神》（KBS，2004年-2005年，宋一国）